# The Best Of (Antonio Da Costa)
The Best Of è un album del cantante pugliese Antonio Da Costa, pubblicato nel 2006 distribuito dalla Self.

## Tracce
1. Noè - (feat. Mijikenda Cultural Troupe)
2. Mameo
3. Movimento turbolento
4. Casa Mañana
5. Vado lavorando
6. Parranda
7. Il ginecologo del ritmo
8. Casa Mañana 2
9. Rumba Pachanga
10. Bahia
11. Soca soca
12. Bailadora
13. Magia
14. Manì - (feat. Wanted Chorus)
15. Procurando - (feat. Tony Esposito)
16. Abraza el tiempo - (feat. Mario Rosini)
17. Mulata
18. Medlay - (feat. Sandro Corsi)